# ادنا گروسمن
ادنا گروسمن (انگلیسی: Edna Grossman) یک ریاضی‌دان اهل ایالات متحده آمریکا است.